# Omul cu Șobolani
Omul cu Șobolani (pe scurt OCS) este o formație de rock alternativ românească, ce a fost fondată în anul 1997. În prezent, formația este compusă din Dan Amariei (voce), Nicolae „Nucu” Aramă (chitară), Radu Caragea (chitară bas) și Mihnea Dobrotă (baterie).

## Activitatea
Formația Omul cu șobolani a luat naștere în Constanța, pe data de 1 august 1997, din inițiativa lui Dan Amariei și a lui Adrian Albu (a.k.a. Koks). Numele trupei vine de la celebra carte omonimă a lui Sigmund Freud.
După sosirea în București, componența se completează odată cu întâlnirea lui Tache și a lui Nucu (Nicolae Aramă). Omul cu șobolani începe să contureze, iar ușile încep să i se deschidă. În această perioadă, trupa este susținută de Andrei Popa și de Cezar Cojocariu, care îi pun la dispoziție o sală de repetiție și instrumentele profesionale de care avea nevoie. Prima piesă înregistrată s-a numit "Fără adresă", dar nu a fost niciodată scoasă pe piață.
De aici și până la primul demo a fost doar un pas. Acesta cuprinde patru piese și este scos la Migas Real Compact în formula: Dan (voce), Nucu (chitară), Koks (chitară), Tache (bas), Adi Subasu (baterie).
În acest punct are loc prima schimbare în componența trupei: Adi Subasu este înlocuit de Morse (Andrei Barbulescu), un foarte bun instrumentist. 
Concertul de debut are loc prin mai 1998, în clubul bucureștean "Big Mamou".
În această formula sunt reimprimate în condiții mult mai bune piesele "Vara pe oliță" și "Pasiune" (care existau și pe primul demo). Însă lucrurile nu sunt încă așezate definitiv. Din motive necunoscute, Tache se retrage, fiind urmat de Morse, care se indreaptă către Sarmalele Reci. Trupa își reîmprospătează forțele odată cu venirea în rândurile sale a lui Kaiser (Cezar Panait) la bas și a lui Mihnea Dobrotă la baterie.
Alături de cei doi din urmă se filmează primul videoclip, la piesa "Vara pe Oliță". Despre această piesă se poate spune că reflectă cel mai bine destinul plin de fluctuații al trupei: înregistrată cu Morse la baterie și cu Tache la bas, ea va fi filmată cu Mihnea la baterie și cu Kaiser la bas. În aceste condiții apare, în anul 1999, primul EP semnat de Dan, Nucu, Kaiser și Bazooka, intitulat "Razna". Acesta se bucură de un real succes, iar OCS trăiește un an 2000 cu o agendă foarte încărcată de spectacole.
Tot în această formulă de patru este înregistrat și primul LP al trupei, "Ne punem in cap" (2001). De pe acest album, piesa "(Dez)orientat" câștigă popularitate și beneficiază de un videoclip ce a fost filmat de Tudor Giurgiu. În aceeași perioadă, trupa își aduce întăriri, chitaristul Adrian Ștefan fiind cooptat pentru a participa la concerte.
În 2002 OCS cunoaște un nou șir de transformări. Piesa lucrată în 2001 de Nucu dă numele noului album care apare acum, "Mâinile sus". Însă acesta este nevoit să-și părăsească colegii pentru un an, plecând în armată. În aceste condiții, Koks revine în trupă, care însă nu și-a încheiat șirul de surprize: basistul devine chitarist (Kaiser) iar chitaristul se transformă în basist (Koks). 
În 2004 apare pe piață albumul "OCS TV". Acesta este rezultatul muncii de aproape un an și jumătate a trupei. De pe acest material discografic s-au remarcat piesele "Ajutor" și "2ouă beri goale", fiind difuzate și pe posturile TV de specialitate, dar și la unele posturi de radio.

## Discografie
Formația a lansat de-a lungul anilor 7 albume și 12 EP-uri:
- 20 iulie 1999: Razna
- 11 aprilie 2001: Ne punem în cap
- 23 martie 2002: Mâinile sus!
- 11 aprilie 2004: OCStv
- 11 aprilie 2005: Cine E de vina
- 16 iunie 2006: Nu încerca așa ceva acasă (single)
- 11 octombrie 2006: Superparanoia
- 25 octombrie 2007: "Anti-Miorița"
- 11 aprilie 2009: Dansăm Legați La Ochi Cu Spatele la Zid
- 5 octombrie 2011: Retro
- 11 aprilie 2013: Marea căutare
- 11 aprilie 2016: "Căprioara Acerbă"
- 11 aprilie 2016: "Oglinzi"
- 11 aprilie 2017: "Binili Învinge"
- 21 aprilie 2018: "Vorbesti in Somn"
- 1 noiembrie 2018: "Iepurele Ateu si Proasta Țestoasă"
- 2 octombrie 2019: "Fabrica de Păpuși"
- 17 iunie 2022: "Copilul Rebel (Adrian Saguna x Ciprian Lemnaru Remix)"
- 20 ianuarie 2023: "Ai Picioare Prea Lungi"
- 28 septembrie 2023: "Toată Lumea Greșește"
- 29 februarie 2024: "golGOLgol"
- 12 septembrie 2024: “Harababura”
- 20 februarie 2025: “Îmi place”